# Distretto di Rodney
Il distretto di Rodney è un'autorità territoriale della Nuova Zelanda che si trova entro i confini della regione di Auckland, nell'Isola del Nord. Il Distretto è il più settentrionale di questa regione e venne creato nel 1989 dall'unione delle contee di Helensville e Rodney. La sede del Consiglio distrettuale si trova a Orewa; esso comprende anche l'isola Kawau.
Il distretto si snoda dalle spettacolari spiagge di sabbia nera vulcanica di Muriwai (a ovest) fino alla zona altamente turistica di Hibiscus Coast (a est). L'area comprende un gran numero di aree protette e parchi regionali, nonché alcune riserve marine (la prima riserva marina neozelandese venne istituita a Goat Island, nel 1977).
Le città nella parte sud del Distretto stanno pian piano diventando delle vere e proprie città dormitorio di Auckland, vicina e facilmente accessibile, anche se vorrebbero mantenere la loro caratteristica di città vacanziere. Nella parte settentrionale, invece, le comunità sono più rurali.
Geograficamente, la caratteristica più distintiva del Distretto di Rodney è il Kaipara Harbour, il più grande porto naturale dell'emisfero meridionale, con una linea costiera che si sviluppa per oltre 3.000 chilometri.
Tutta questa zona un tempo era famosa per l'industria legata al legname (in particolare per quanto riguarda le piante del genere agathis), mentre oggi sta guadagnando notorietà l'industria legata alla viticoltura.